# Acacia glaucoptera
Acacia glaucoptera, conocida en inglés como flat wattle o clay wattle en su país de origen, es una especie de Acacia endémica del suroeste del estado de Australia occidental. Se trata de un arbusto de porte rampante o erguido cuya altura varía entre 0,3 y 1,2 m, y que puede llegar a una anchura de 2 m. Produce flores amarillas y globulares entre el final del invierno y principios del verano. Sus superficies epidérmicas son convexas y presentan cristales de cera epicuticular en forma de túbulos que las vuelven repelentes al agua.

## Cultivo
Esta especie es cultivada habitualmente por su particular follaje (sus "hojas" son en realidad cladodios). Necesita un buen drenaje del suelo y podas ocasionales para retirar la madera muerta. Puede aguantar temperaturas de hasta -7 °C.